# Miyahuaxochtzin
Miyahuaxochtzin de Tiliuhcan fue reina de Tenochtitlan como esposa del rey Huitzilíhuitl. Era hija del rey Tlacacuitlahuatzin y hermana de la princesa Matlalxochtzin y de la reina Tlacochcuetzin. Fue madre del príncipe Huehue Zaca y tía de los príncipes Cahualtzin, Tetlepanquetzatzin, Tecatlapohuatzin, Coauoxtli y Oquetzal. También fue abuela del rey Huitzilatzin.

## Legado
Un descendiente de Miyahuaxochtzin, Hernando Huehue Cetochtzin, fue llevado junto con otros muchos nobles indígenas en la expedición del conquistador Hernán Cortés a Honduras, durante la cual murió.